# Anna Tomowa-Sintow
Anna Tomowa-Sintow, bułg. Анна Томова-Синтова (ur. 22 września 1941 w Starej Zagorze) – bułgarska śpiewaczka operowa śpiewająca sopranem.
Naukę gry na pianinie rozpoczęła w wieku sześciu lat. Mając 16 lat, wygrała konkurs śpiewaczy. Studiowała w Narodowym Konserwatorium im. Profesora Panczo Władigerowa w Sofii u Georgi Slatew-Czerkina i Katji Spiridonowej. W przedstawieniu dyplomowym śpiewała arię Tatiany w Eugeniuszu Onieginie Piotra Czajkowskiego. Dołączyła do Studia Operowego przy Operze Lipskiej w Lipsku, gdzie debiutowała w 1967 jako Abigaille w operze Nabucco Giuseppe Verdiego. W jej repertuarze znalazły się główne role w operach Giacoma Pucciniego Madame Butterfly i Manon Lescaut, Traviata, Trubadur i Otello Giuseppe Verdiego, Don Giovanni Wolfganga Amadeusza Mozarta, Arabella Richard Straussa. W 1972 została zaproszona do Deutsche Oper Berlin. Od tej pory występuje z największymi dyrygentami takimi jak Karl Böhm, Riccardo Chailly, Herbert von Karajan, Carlos Kleiber, Lorin Maazel, Zubin Mehta, Riccardo Muti i Wolfgang Sawallisch na scenach wielkich oper Bayerische Staatsoper, Lyric Opera of Chicago, Deutsche Oper Berlin, La Scala, Metropolitan Opera New York, Covent Garden Theatre i Opera Wiedeńska.
W 1973 wystąpiła na przesłuchaniach u Herberta von Karajana do premiery De Temporum Fine Comoedia Carla Orffa na Festiwalu w Salzburgu. Została od razu zatrudniona i przez następne 17 lat, do śmierci dyrygenta, bardzo blisko współpracowali.

## Nagrody i wyróżnienia
- 1974 – Nagroda Państwowa NRD III. klasy w dziedzinie sztuki i literatury
- 1987 – Nagroda Grammy w kategorii Best Opera Recording[1]